# Litoralna geografija
Litoralna geografija je znanost o dinamičkom sučelju između oceana i kopna koja uključuje fizičku geografiju (tj. litoralnu geomorfologiju, geologiju i oceanografiju) i antropogeografiju (sociologiju i povijest) obale. Ona uključuje razumijevanje procesa litoralne erozije posebice djelovanja valova, kretanja sedimenta i vremena, te također načine na koje se ljudi nalaze u interakciji s obalom. Litoralna geografija je dio geografije, uključujući njeno fizičko i antropogeno područje, a bavi se istraživanjem dinamičkog sučelja između oceana i kopna.

## Djelovanje valova i litoralni nanosi
Valovi različite snage koji konstantno udaraju o obalu primarni su pokretači i oblikovatelji obalne linije. Unatoč jednostavnosti ovog procesa razlike između valova i stijena o koje valovi udaraju rezultiraju u velikom rasponu različitih oblika.
Učinak koji imaju valovi ovisi o njihovoj snazi. Snažni, destruktivni valovi javljaju se na visokoenergetskim plažama i tipični su zimi. Oni smanjuju količinu sedimenta prisutnog na plaži odnoseći ga dublje pod more. Konstruktivni, slabi valovi tipični su za niskoenergetske plaže i javljaju se većinom tijekom ljeta. Oni su suprotni destruktivnim valovima te povećavaju veličinu plaže nanoseći sediment na obalu.
Jedan od najvažnijih transprotnih mehanizama nastaje kao posljedica refrakcije valova. Budući da valovi rijetko udaraju o obalu pod pravim kutom, gibanje vode uvis prema plaži (pranje) javlja se pod oštrim kutom. Ipak, povratak vode (spranje) ide pod pravim kutom u odnosu na obalu što rezultira u mrežastom gibanju materijala s plaže postranično. Ovo gibanje poznato je kao litoralni pomak ili drift. Beskonačan ciklus pranja i spranja i rezultirajućeg litoralnog drifta može se promatrati na svim obalama.
Vjerojatno najvažniji učinak je litoralni drift ili pomak (engl. longshore drift), proces kojim se sediment neprestano pomiče duž obale djelovanjem valova. Litoralni pomak se javlja zbog udaraca valova o obalu pod kutom, koji zatim podižu sediment (pijesak) na obali i nose ga s obale pod kutom (što se naziva spranje). Sediment tada podiže sljedeći val koji ga prenosi malo niže niz obalu što rezultira u kontinuiranom gibanju sedimenta u jednom smjeru. To je razlog zašto su dugi pojasovi obale prekriveni sedimentom, a ne samo područja oko riječnog ušća, koji su glavni izvor obalnog sedimenta. Litoralni pomak se temelji na konstantnoj opskrbi sedimenta iz rijeka, pa ako se opskrba sedimentom prekine ili sediment upadne u podmorske kanale na bilo kojem putu duž obale, to može dodatno ogoliti plaže duž obale.
Litoralni pomak pomaže u stvaranju mnogih reljefnih oblika uključujući barijere, zaljeve i prevlake. Djelovanje litoralnog pomaka općenito služi jačanju obale jer stvaranje barijera odsijeca zaljeve od mora dok se sediment obično nakuplja u zaljevu jer valovi ondje slabe (zbog valne refrakcije), dok se sediment odnosi s izloženih rtova. Nedostatak sedimenta na rtovima skida zaštitu od valova te ih čini ranjivijima za eroziju dok nakupljanje sedimenta u zaljevu (gdje ga litoralni pomak ne može ukloniti) štiti zaljeve od daljnje erozije te ih čini ugodnim rekreacijskim plažama.
Vidi također: evolucija plaže

## Atmosferski procesi
- Vjetrovi koji pušu uz obalu podižu pijesak i prenose ga na više razine plaže tvoreći tako pješčane dine.
- Kiša koja pada na obali erodira stijene i odnosi erodirani materijal na obalu tvoreći plaže.
- Toplo vrijeme može pojačati biološke procese koji se onda zbivaju mnogo brže. U tropskim područjima neke biljke i životinje štite stijene od trošenja, dok druge biljke i životinje zapravo jedu stijene.
- Temperature koje variraju od onih ispod do onih iznad ledišta vode rezultiraju u trošenju smrzavanjem i odmrzavanjem, a vrijeme s više od nekoliko stupnjeva ispod točke zaleđivanja tvori morski led.

## Biološki procesi
U tropskim regijama naročito su bitne biljke i životinje koje ne samo da uzrokuju trošenje stijena već su i same izvor sedimenta. Ljušture i kosturi mnogih organizama građeni su od kalcijeva karbonata pa se prilikom njihova loma stvara sediment, vapnenac i glina.

## Fizički procesi
Glavni fizički erozivni proces na plažama je rast kristala soli. Vjetar nanosi raspršenu sol na stijene gdje se ona apsorbira u male pore te se zatim lomi u stijenama. Ondje dolazi do isparavanja vode i kristalizacije soli čime se stvara pritisak koji često odlama dijelove stijena. Na nekim plažama kalcijev karbonat može se povezati o ostalim sedimentima tvoreći stjenovite plaže, a u toplijim područjima stjenovite dine.

## Promjene razine mora (eustatička promjena)
Na Zemlji se morska razina redovito podiže i spušta zbog klimatskih promjena. Tijekom hladnih perioda većina je vode na Zemlji pohranjena u obliku leda u ledenjacima dok se tijekom toplijih perioda ona oslobađa pa razina mora raste i prekriva više kopna. Razina mora je trenutačno poprilično visoka, dok je samo prije 18,000 godina tijekom pleistocenskog ledenog doba bila poprilično niska. Globalno zatopljenje moglo bi rezultirati u daljnjem porastu u budućnosti što predstavlja rizik za priobalne gradove jer bi većina gradova bila potopljena već samo malim porastom razine mora. Kako se razina mora povisuje, tako nastaju fjordovi i rijasi. Fjordovi su potopljene glacijalne doline, dok su rijasi potopljene riječne doline. Fjordovi tipično imaju strme stjenovite strane dok rijasi imaju dendritičke drenažne obrasce tipične za drenažne zone. Tektonske ploče koje plutaju na Zemlji mogu se uzdići ili spustiti zbog promjene pritiska i prisutnosti ledenjaka. Ako se plaža pomiče uvis u odnosu na ostale ploče, onda se to naziva izostatička promjena čime se formiraju uzvišene plaže.
Više informacija: evolucija plaže

## Promjene razine kopna (izostatička promjena)
Ova se pojava može vidjeti u UK-u iznad linije koja spaja estuarije Wash i Seven. Kopno je ondje bilo pokriveno ledenim pokrivačem tijekom posljednjeg ledenog doba. Težina leda uzrokovala je tonjenje sjeveroistočne Škotske, te istiskivanje jugoistoka koji se pod silom uzdignuo. Kako se ledeni pokrivač povlačio zbivao se obrnuti proces jer kopno više nije nosilo toliku masu. Prema trenutačnoj procjeni jugoistok tone stopom od otprilike 2 mm godišnje, dok se istom stopom uzdiže sjeveroistočna Škotska.

## Obalni reljef

### Prevlake
Ako obala iznenada promijeni smjer, posebice oko estuarija, onda će se vjerojatno formirati prevlaka. Litoralni pomak gura sediment duž plaže, no kada dosegne zavoj kao na dijagramu, litoralni pomak ne zakreće uvijek lako sediment, posebice u blizini estuarija gdje vanjski tok rijeke može gurati sediment podalje od obale. Područje također može biti zaštićeno od djelovanja valova sprječavajući odvijanje litoralnog pomaka. Na strani rta o koju udaraju slabiji valovi mogu pod vodom nastati šljunak i ostali teži sedimenti jer nema dovoljno jakih valova koji bi ih podizali. Time je omogućeno manjim sedimentima dobro mjesto za podizanje morske razine. Sediment nakon što zaobiđe rt nakupljat će se na suprotnoj strani i neće se nastaviti kretati niz plažu jer će biti zaštićen rtom i prevlakom.
Polagano kako vrijeme odmiče sediment se jednostavno nakuplja na ovom području proširujući prevlaku prema van i tvoreći pješčanu barijeru. U međuvremenu smjer vjetra će se promijeniti i puhat će iz drugog smjera. Tijekom tog razdoblja sediment će biti potisnut duž drugog smjera. Prevlaka će početi rasti unatrag tvoreći 'kuku'. Nakon tog vremena prevlaka će opet rasti u početnom smjeru. Prevlaka će naposljetku prestati rasti jer neće biti dovoljno zaštićena od erozije koju uzrokuju valovi ili zbog toga što će estuarijske struje odnositi sediment. Obično u slanim, ali mirnim vodama iza prevlake formirat će se slanište, tj. slano močvarno područje. Prevlake se obično formiraju oko lukobrana u umjetnim lukama koje zahtijevaju jaružanje.
Povremeno, ako ne postoji estuarij, moguć je rast prevlake na drugu stranu zaljeva čime se formira sprud ili barijera. Barijere se javljaju u nekoliko različitih oblika, ali svi oblici nastaju na sličan način kao prevlake. One obično zatvaraju zaljev formirajući lagunu. One mogu premostiti dva rta ili spojiti rt s kopnom. Kada se otok spoji s kopnom preko spruda ili barijere tada se naziva tombolo. To se obično zbiva zbog refrakcije valova, ali može biti uzrokovano i izostatičkom promjenom, promjenom razine kopna (npr. plaža Chesil). Primjer tombola može se vidjeti duž obale Holdernessa.

## Djelovanje leda
Snijeg nakupljen u polarnim krajevima i u visokim planinama zbog djelovanja vlastite težine prelazi u led.Reljef i u visokim planinama zbog djelovanja.Reljef preoblikuju ledenjaci.Ledenjak se kreće vrlo sporo,ali ima golemu težinu pa formira dolinu u obliku slova U.

## Više informacija
- Litoralna erozija
- Erozija
- Evolucija plaže

## Vanjske poveznice
- Rječnik termina korištenih u litoralnoj geografiji  Arhivirana inačica izvorne stranice od 27. studenoga 2017. (Wayback Machine)
- Termini i definicije litoralne znanosti